# باول زيبسر
باول زيبسر (بالألمانية: Paul Zipser) مواليد 18 فبراير 1994 في هايدلبرغ، هو لاعب كرة سلة ألماني. بدأ مسيرته الاحترافية في سنة 2010. تم اختياره من قبل فريق شيكاغو بولز خلال الدرافت. يلعب مع شيكاغو بولز في الرابطة الوطنية لكرة السلة. يحمل الرقم 16. يبلغ طوله 6 قدم 8 بوصة (2.0 م).

## المسيرة الاحترافية
لعب مع يو إس سي هايدلبرغ من سنة 2010 إلى 2012، ثم لعب مع بايرن ميونخ لكرة السلة في الدوري الألماني من سنة 2013 إلى 2016، ثم لعب مع شيكاغو بولز في سنة 2016.

## إحصائيات المسيرة

### الرابطة الوطنية لكرة السلة

#### الموسم الاعتيادي
| السنة   | الفريق      | لعب | بدأ | دقيقة | ميداني% | ثلاثية | حرة  | ارتداد | صنع | استلاب | تصدي | نقطة |
| ------- | ----------- | --- | --- | ----- | ------- | ------ | ---- | ------ | --- | ------ | ---- | ---- |
| 2016–17 | شيكاغو بولز | 44  | 18  | 19.2  | .398    | .333   | .775 | 2.8    | .8  | .3     | .4   | 5.5  |
| المسيرة | المسيرة     | 44  | 18  | 19.2  | .398    | .333   | .775 | 2.8    | .8  | .3     | .4   | 5.5  |

#### الأدوار الإقصائية
| السنة   | الفريق      | لعب | بدأ | دقيقة | ميداني% | ثلاثية | حرة   | ارتداد | صنع | استلاب | تصدي | نقطة |
| ------- | ----------- | --- | --- | ----- | ------- | ------ | ----- | ------ | --- | ------ | ---- | ---- |
| 2017    | شيكاغو بولز | 6   | 0   | 22.7  | .455    | .375   | 1.000 | 3.5    | .5  | .2     | .2   | 7.3  |
| المسيرة | المسيرة     | 6   | 0   | 22.7  | .455    | .375   | 1.000 | 3.5    | .5  | .2     | .2   | 7.3  |

## روابط خارجية
- باول زيبسر على موقع الاتحاد الدولي لكرة السلة (الإنجليزية)
- باول زيبسر على موقع الدوري الأوروبي لكرة السلة (الإنجليزية)
- باول زيبسر على موقع إن بي أي (الإنجليزية)
- باول زيبسر على موقع سبورتس رفرنس (الإنجليزية)
- باول زيبسر على موقع الدوري الإسباني لكرة السلة (الإسبانية)
- باول زيبسر على موقع كرة السلة الأوروبية.كوم (الإنجليزية)
- باول زيبسر على موقع إي إس بي إن.كوم (الإنجليزية)
- باول زيبسر على موقع ريلجم (الإنجليزية)
- باول زيبسر على موقع بروبوليرز (الإنجليزية)
- باول زيبسر على موقع سبورتس رفرنس (الإنجليزية)